# 沈友
沈友（176年—204年），字子正，揚州吴郡（今江苏省苏州市）人。中国东漢末期人物。
沈友幼年时就以才能闻名，汉灵帝中平三年（186年），他十一岁时，華歆考察风俗，发现他的才能说“自桓、灵以来，虽多英彦，未有幼童若此者”。沈友善文辞，兼好武事，注孙子兵法。孙权担任会稽太守，礼聘沈友。沈友论王霸之略，向孙权提出荆州宜并之计、孙权采纳他的意見。沈友对主君、同僚态度严峻，於是同僚向孙权告狀。孙权認為沈友不願為他所用，在汉献帝建安九年（204年）孙权大会官僚时对沈友说：“别人说你想造反”。沈友自知逃脱不得，于是说：“皇帝在许，那你目中無君，難道就不是謀反嗎？”於是孙权将他处死，时年二十九岁。